# Imieniny ulicy Święty Marcin

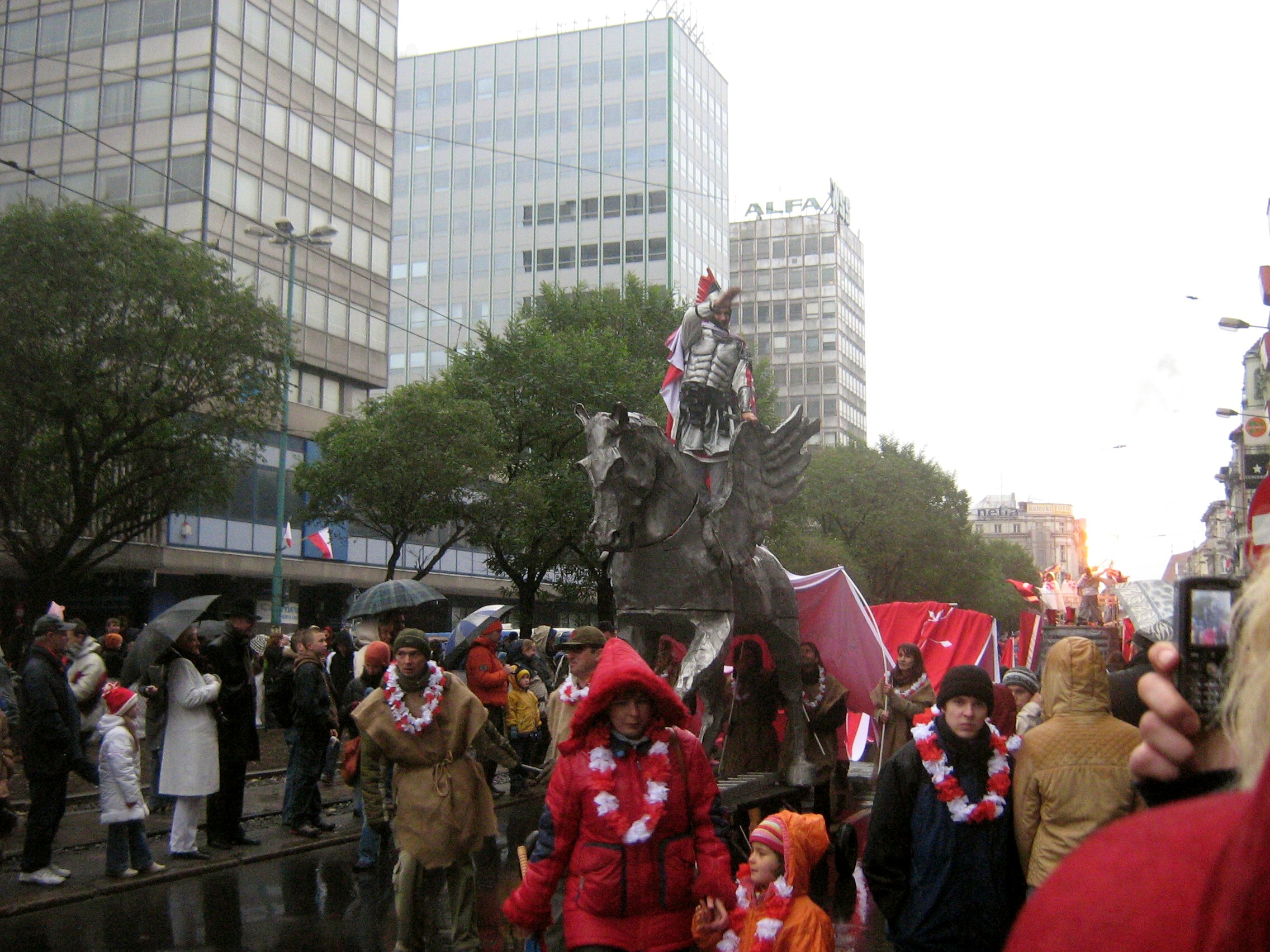
Korowód świętomarciński na tle Alfy (2006)

Imieniny ulicy Święty Marcin – coroczny festyn, odbywający się w Poznaniu w dniu 11 listopada, który to dzień jest w Poznaniu nie tylko Świętem Niepodległości, ale także Dniem Świętego Marcina. W związku z powyższym jedna z najważniejszych ulic w mieście ma tego dnia swoje święto.
W swojej obecnej formie festyn istnieje od 1993, jednak tradycją nawiązuje do średniowiecznych obchodów tego święta. W dniu Świętego Marcina wyrusza barwny korowód spod kościoła św. Marcina, pod przewodem osoby odgrywającej postać Świętego na koniu (na postać tę odbywa się casting). Za nim, na platformach lub pieszo, prezentują się różnego rodzaju grupy artystyczne. Pochód podąża ulicą Święty Marcin i kończy się pod Zamkiem Cesarskim, gdzie mają miejsce koncerty, kiermasz artykułów regionalnych i pokaz sztucznych ogni. Jednym z najważniejszych artykułów możliwych do nabycia są wtedy rogale świętomarcińskie.
W 2011 roku z okazji uczczenia święta, wydano pamiątkowe żetony, Rogale Marcińskie, a w 2012 dukaty Marciny.